# Западные среднерусские окающие говоры

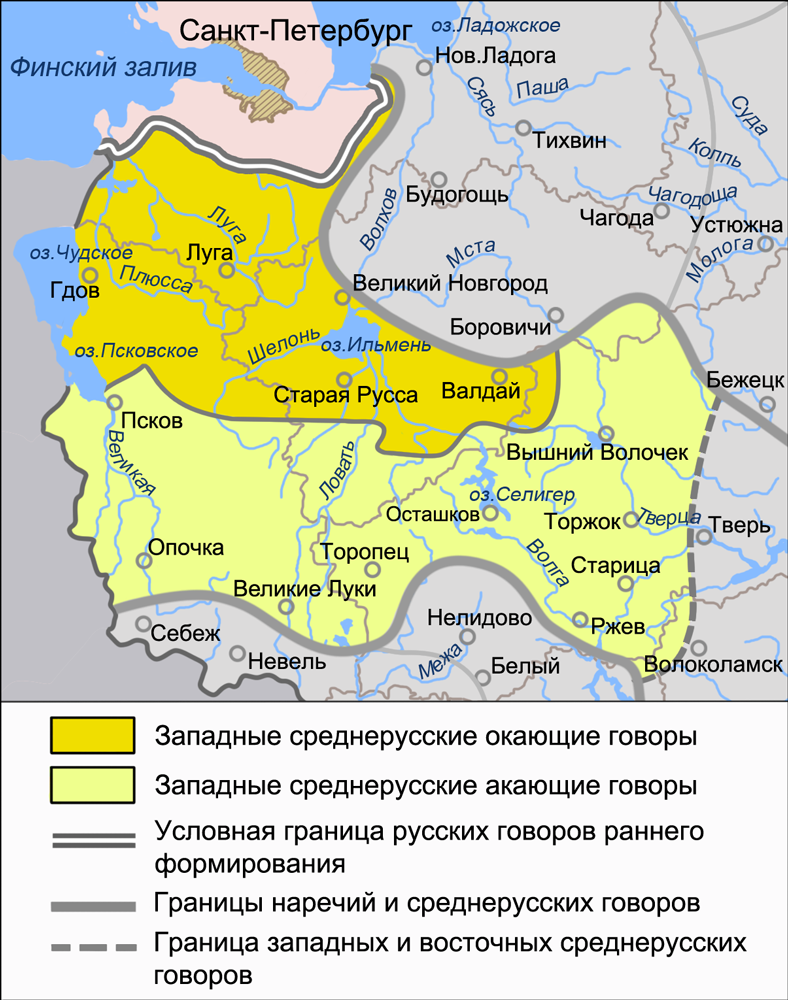
Западные среднерусские окающие говоры
На основе данных

За́падные среднеру́сские о́кающие го́воры — одно из двух ответвлений западных среднерусских говоров, занимающее северную часть их территории (от южного ответвления отделено изоглоссами различения и неразличения гласных неверхнего подъёма в первом предударном слоге). Оканье в западных среднерусских окающих говорах сближает их с севернорусским наречием.

## Общая характеристика и область распространения
Окающие говоры не составляют целостного диалектного объединения и не разделяются на группы говоров вследствие непоследовательного распространения в них языковых явлений. В пределах окающих говоров только в западной их части наблюдается достаточно определённый местный языковой комплекс (совмещение нескольких ареалов языковых черт), позволяющий выделить самостоятельную Гдовскую группу (фактически переходную от окающих к акающим говорам). Объединяющие в себе разрозненные ареалы мелких разнодиалектных черт, говоры остальной части территории — Новгородские — самостоятельной группой не являются.
Окающие говоры размещаются в северных районах западных среднерусских говоров, занимая территории севера Псковской области, юго-запада Ленинградской области и большей части юго-запада Новгородской области.

## Особенности говоров
Отличием окающих говоров от других западных среднерусских говоров является более широкое распространение диалектных явлений севернорусского наречия (как общих его черт, так и характерных только для Ладого-Тихвинской группы говоров) и северной диалектной зоны, а также распространение некоторых местных языковых черт.
Кроме диалектных явлений, общих для всех западных среднерусских говоров, на территории окающих говоров также распространены:

### Фонетика
- Диалектные черты, характерные для севернорусского наречия:

Различение гласных звуков а и о в первом предударном слоге после твёрдых согласных — оканье, являющееся одной из главных черт, противопоставляющих западные среднерусские говоры севера говорам юга (в части говоров Гдовской группы возможно также неразличение гласных). Произношение слова когда как ко[в]да́. Ударение на окончании у прилагательного толстый: толсто́й и др.
- Диалектные черты, характерные также для Владимирско-Поволжской группы говоров:

Произношение звука у в соответствии звуку о во втором предударном слоге в начале слова: [у]топри́ (отопри), [у]гурцы́ (огурцы), [у]горóд (огород), [у]бернýться (обернуться) и т. п. Данное диалектное явление встречается нерегулярно, отсутствует в говорах к югу от Гдова.
- Диалектные черты, характерные для юго-западной диалектной зоны:

Ударение на основе в формах родительного — дательного пад. отрицательных местоимений: нико́го, ничо́го, нико́му, ничо́му. Случаи замены предлога у, а также гласного у- в начале слова согласным в: в нас (у нас), в сестры́ (у сестры), вчи́тел'  (учитель) и т. п. (главным образом на территории Гдовской группы говоров). Ударение на основе в формах глаголов прошед. времени женского рода: бра́ла, зва́ла, тка́ла, спа́ла и т. п. (явление распространено также в говорах Онежской группы, а также некоторых других групп севернорусского наречия;
- Диалектные черты, характерные для северной диалектной зоны:

Склонение существительного сосна с постоянным ударением на основе: со́сны, со́сну, со́сна и т. д.

### Морфология и синтаксис
- Диалектные черты, характерные для севернорусского наречия:

Окончание -ы в форме родительного пад. ед. числа существительных жен. рода с окончанием -а и твёрдой основой: у жон[ы́], с рабо́т[ы] и т. п. Склонение существительного дêдушко и др. подобных по типу слов мужского — среднего рода (данное явление встречается нерегулярно). Образование форм мн. числа существительных муж. рода, обозначающих степени родства, с суффиксами -ов’й-, -ев’й-: зятев’йа́ (зятья), братов’йа́ (братья) и др. Распространение стяженных форм прилагательных жен. рода именительного — винительного пад. ед. числа: молод[а́], кра́сн[а], молод[у́], кра́сн[у], а также менее последовательно, форм мн. числа: кра́сн[ы] и т. д. Окончание -т твёрдое при его наличии в формах 3-го лица глаголов ед. и мн. числа и др.
- Диалектные черты, характерные также для Ладого-Тихвинской группы говоров:

Наличие форм предложного пад. ед. числа с окончанием -и у существительных муж. рода с основой на твёрдые, мягкие согласные и ц: на двор[и́], в де́л[и], при отц[и́] и т. д., а также форм дательного — предложного пад. ед. числа личных и возвратных местоимений: мн[и], теб[и́], себ[и́]. Наличие словоформ йейу́ — винительный пад. ед. числа местоимения 3-го лица жен. рода (в южной части территории) и йей (в северной части) и др.
- Диалектные черты, характерные также для Псковской группы говоров:

Распространение с ударным гласным о и суффиксом -мши деепричастий от глаголов с корнем -ем-: сн'[о́мш]и, вз'[о́мш]и и т. д. (данное явление встречается нерегулярно).
- Диалектные черты, характерные для северной диалектной зоны:

Словоформа свекро́вка — именительный пад. ед. числа. Распространение безличных предложений с главным членом — страдательным причастием и объектом в форме винительного пад.: всю карто́шку съе́дено и др. Словоформа дерев’о́н — родительный пад. мн. числа и др.
- Диалектные черты, характерные для юго-западной диалектной зоны:

Распространение словоформ в именительном падеж мн. числа: сыны́, а также рука́вы — рукавы́, до́мы — домы́, бе́реги — береги́, з’а́ти — з’ати́, бо́ки — боки́, лу́ги — луги́ (главным образом в южных районах окающих говоров). Употребление форм местоимения кто вместо что: кого́ ты накопа́л (что ты накопал) (явление наиболее регулярно на территории Гдовской группы говоров).
- Другие диалектные черты:

Наличие двусложного (дифтонгового) окончания в косвенных падежах мн. числа прилагательных: бе́л[ыих], бе́л[ыим] и т. д.

### Лексика
- Распространение слов, характерных для северной диалектной зоны: паха́ть[11] (подметать пол), жи́то[12] (ячмень), ципля́тница, ципляту́ха, ципляти́ха (наседка), баско́й, ба́ский, баско́, баса́ (красивый, красиво, красота) и т. д.
- Распространение слов, характерных для юго-западной диалектной зоны: лемеши́ (сошники у сохи), толока́[13] (коллективная помощь в работе) и т. д.[1]